# Рюмин, Николай Гаврилович
Николай Гаврилович Рюмин (6 (17) ноября 1793 — 15 (27) января 1870) — тайный советник, миллионер.

## Биография
Старший сын винного откупщика Гаврилы Васильевича Рюмина (1752—1827) от первого брака на вдове купца Черенкова, Степаниде Федоровне. Остальные дети, в том числе Василий, были от второго брака, на дочери московского купца, Екатерине Ивановне Макаровой.
В службе числился с 15 февраля 1806 года; в 1820 году награждён орденом Св. Владимира 4-й степени; в 1822 году служил в Экспедиции Государственных доходов и в 1831 году получил бриллиантовый перстень с вензелем Императора Николая I; 5 августа 1839 года, будучи почётным попечителем Рязанской губернской гимназии, был произведён в статские советники, а 25 августа 1840 года пожалован в звание камергера. Затем последовательно получил чины действительного статского советника (1848) и тайного советника (1863).
С 1833 года был членом Московского общества сельского хозяйства, в истории которого упоминается о том, что в 1837 году Рюмин занимался улучшенным овцеводством. С 1862 года — президент Российского общества любителей садоводства в Москве, а с 1870 года ещё и президент рязанского общества сельского хозяйства.
Н. Г. Рюмин стал основным наследником и продолжателем благотворительной деятельности отца. В 1833 году он приобрёл у А. Д. Балашова имение Кучино. Рюмин находился в родственных отношениях с женой Л. Н. Толстого (сестра жены Льва Толстого, Елизавета Андреевна Берс, была замужем за племянником Н. Г. Рюмина, флигель-адъютантом Г. Е. Павленковым), и писатель бывал в этом имении, приезжая по железной дороге на станцию Обираловку. Н. Г. Рюмин приобрёл в Рязани двухэтажный дом для перворазрядного женского училища, позднее преобразованного в Мариинскую женскую гимназию.
В 1845 году его имение состояло из 2830 душ, каменного дома в Рязани и 700 душ благоприобретенных; за женой с 1841 (1831 ?) года был каменный дом в Москве, на Воздвиженке, д. № 9. Ему принадлежало большое число деревень в Московской губернии: Алексунино, Андроново, Большой Двор, Борисово, Буньково, Васильева, Васютино, Вострикова, Гаврилова, Гаврина, Грибнино, Дуброва, Заозерье, Зуево, Карабанова, Кузнецы, Михалево, Нажицы, Насырево, Никулино, Ожерелки, Понкратово, Семернино, Тарасово (в Богородском уезде), Алексино, Новинки, Симбухово и Тютчево (в Верейском уезде); было у него также имение «Рюмина Роща» и в Рязанской губернии, описанное в романе Всеволода Крестовского «Большая Медведица»; в числе крепостных Рюмина был Савва Васильевич Морозов, выкупившийся на волю с четырьмя сыновьями за 17 тысяч рублей. Наряду с сыновьями С. В. Морозова был пайщиком Московского купеческого банка.
Погребён в Троице-Сергиевой лавре, вместе с женой. После смерти Н. Г. Рюмина имение Кучино было куплено известным миллионером Алексеевым (его сын был в Москве городским головою) и полностью перестроено.

## Награды
- Орден Святого Владимира 4-й степени (1820)
- Бриллиантовый перстень с монограммой Е.И.В. (1831)[4]
- Орден Святой Анны 2-й степени с императорской короной (1833)
- Знак отличия за XX лет беспорочной службы (1840)
- Бриллиантовый перстень с монограммой Е.И.В. (1845)
- Орден Святого Владимира 3-й степени
- Орден Святого Станислава 1-й степени
- Знак отличия за XXXV лет беспорочной службы (1855)
- Орден Святой Анны 1-й степени
- Орден Святого Владимира 2-й степени

## Семья

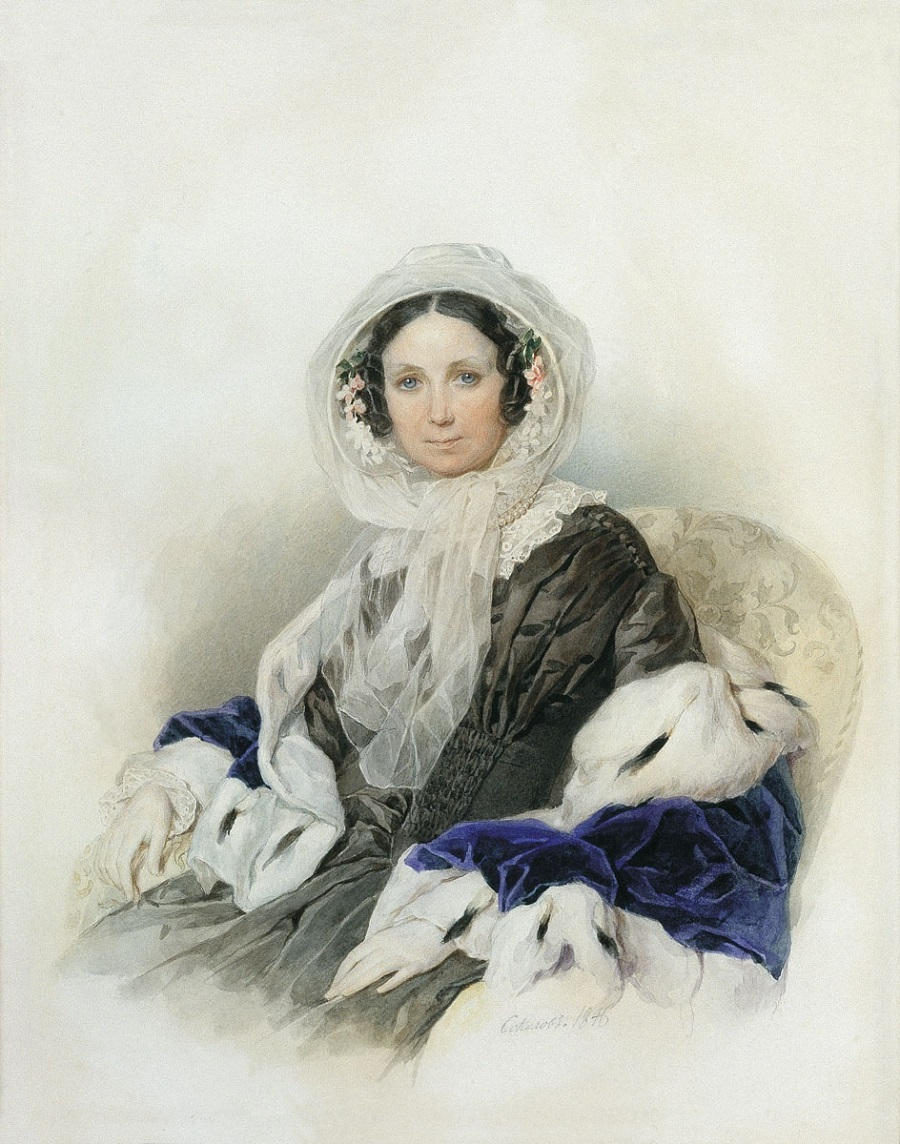
Елена Фёдоровна Рюмина на портрете П. Ф. Соколова (1847)

Жена (с 30 мая 1819 года) — Елена Фёдоровна Кандалинцева (1800—1874), дочь надворного советника Фёдора Никитича Кандалинцева. По отзывам современника, была женщина умная, образованная и чрезвычайно энергичная. Свой московский дом на Воздвиженке, она держала открыто и гостеприимно. Её роскошные обеды по воскресеньям и танцевальные вечера по четвергам привлекали всегда многочисленное общество. Невзирая на большое состояние, она распоряжалась в доме лично всем и отличалась таким умением воспитывать слуг, что дом был поставлен удивительно тщательно. При генерал-губернаторе графе Закревском, жена которого «имела репутацию женщины легкомысленной», «только две дамы воздерживались от знакомства с ней — княгиня Львова и Рюмина». В браке имела 12 человек детей, из которых выросли:
- Екатерина, замужем за графом Петром Фёдоровичем Буксгевденом (1818—1855)[7].
- Прасковья (1821—1897), с 1847 года замужем за Александром Васильевичем Вельяшевым[8](1818—1891).
- Любовь (1826—14.11.1848[9]), с 1846 года замужем за Борисом Александровичем Полторацким (1826— ?). По словам родственника, её «томную грустную блондинку» выдали замуж за «красавца-повесу Полторацкого, сведшего её проказами и постоянно возбуждаемой ревностью через два года в могилу». Умерла после родов.
- Вера, замужем не была.
- Фёдор (01.11.1835[10]—1889), родился в родительском доме в Москве, крещен 8 ноября 1835 года в церкви Бориса и Глеба у Арбатских ворот при восприемстве И. Г. Рюмина и В. Н. Дубовицкой; бывший паж и Царскосельский гусар, затем камер-юнкер, в 1875—1878 годах Рязанский губернский предводитель дворянства. Был женат на княжне Ольге Сергеевне Голицыной, прапраправнучке фельдмаршала Румянцева-Задунайского и имел одного, умершего бездетным, сына Фёдора (1859—1896).
- Мария (28.03.1839[11]— ?), замужем за Николаем Сергеевичем Мухановым (1831—1862).
- Лев (04.02.1842[12]—28.08.1863 Троице-Сергиева лавра)

Дочери
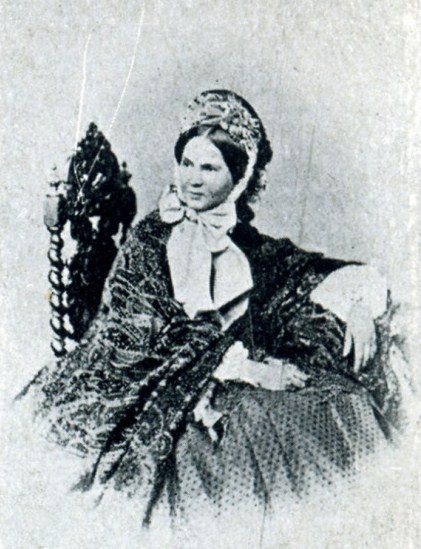
Екатерина Николаевна
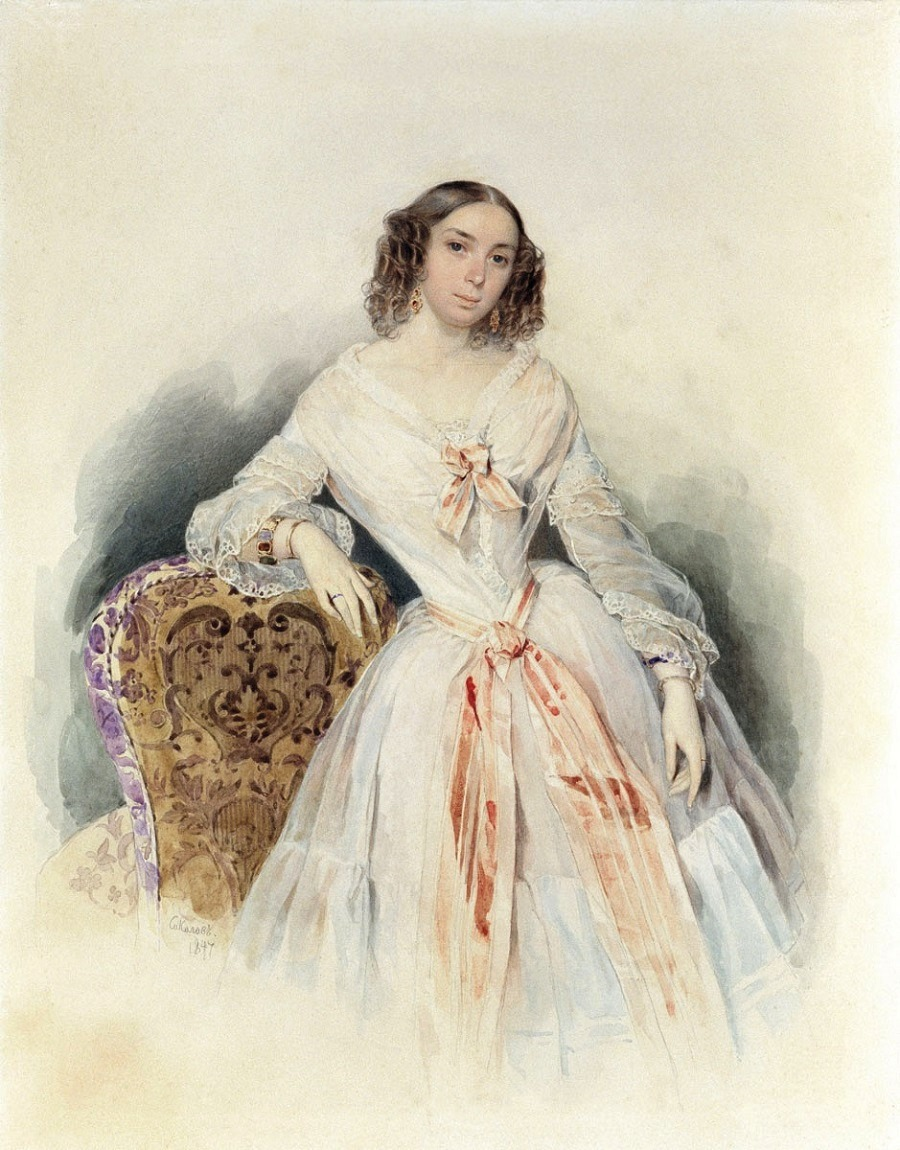
Прасковья Николаевна
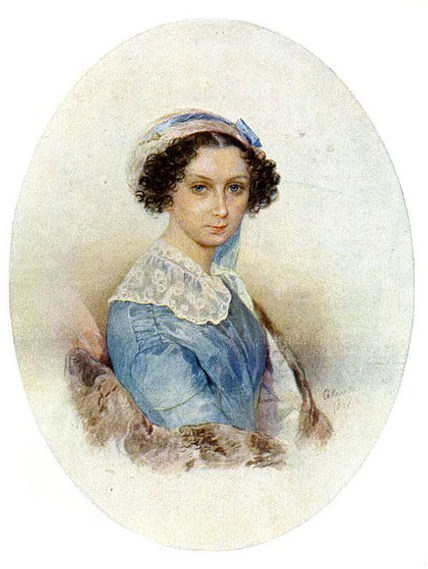
Любовь Николаевна
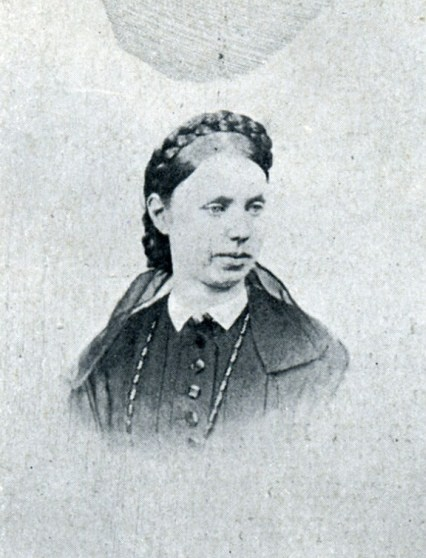
Мария Николаевна
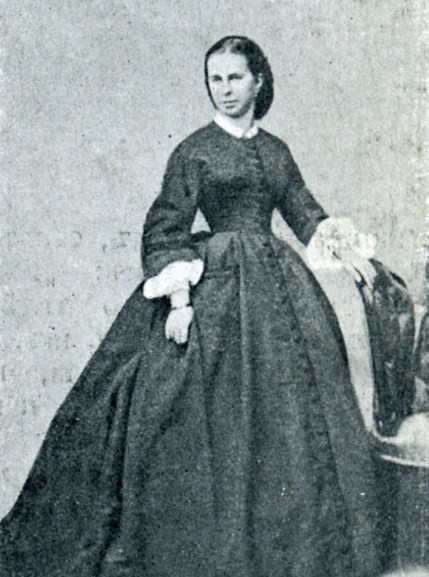
Вера Николаевна